# CEV Challenge Cup 2019–2020 (damer)
CEV Challenge Cup 2019-2020 utspelade sig mellan 5 november 2019 och 4 mars 2020. Det var den 40:e upplagan av CEV Challenge Cup, arrangerad av Confédération Européenne de Volleyball. I turneringen deltog 36 lag. Ingen vinnare utsågs då turneringen avbröts på grund av Covid-19-pandemin som började då turneringen pågick. Engelholms VS var första svenska lag på sju år som deltog i europeiskt cupspel.

## Regelverk
Tävlingen spelas i cupformat, med en kvalificeringsrunda "andra omgången" och därefter spel från trettioandradelsfinal och vidare steg för steg till final. Alla möten spelades som dubbelmöten (hemma och borta). Poäng fördelades enligt vanliga volleybollregler (3 poäng för vinst 3-0 eller 3-1 i set, 2 poäng för vinst 3-2 i set, 1 poäng för förlust 2-3 i set och 0 poäng för förlust 1-3 eller 0-3 i set). Om bägge lagen fick lika många poäng avgjordes mötet med ett golden set). Lotning skedde 26 juni 2019 i Luxemburg.
På grund av spridningen av Covid-19 avbröt CEV tävlingen, först till den 3 april  och sedan till mitten av maj 2020. Slutligen beslutade CEV den 23 april 2020 att på grund av virusets fortsatta spridningen avbryta turneringen utan att utdela någon titel.

## Deltagande lag
| - ASKÖ Linz-Steg - VK Levski Sofia - Holte IF - Kuusamon Pallo-Karhut - LP Vampula Huittinen - Béziers Volley - Dresdner SC - PTSV Aachen - Olympiakos SFP - AOF Porfyras | - AO Thīras - Hapoel Kfar Saba - KV Drita - Rīgas Volejbola skola - RSR Walfer - Clube Kairós - VK Dukla Liberec - PVK Olymp Praha - CSM Lugoj - CS Știința Bacău | - ZHVK Jenisej - VTC Pezinok Bilíková - VK Slávia EU Bratislava - OK Kamnik - OK SIP Šempeter - CV JAV Olímpico - Engelholms VS - VC Kanti - Volley Lugano - Sm'Aesch Pfeffingen | - Beylikdüzü VİK - Türk Hava Yolları SK - SK Prometej - Békéscsabai RSE - Újpesti TE - Kaposvári Női RC |

## Turneringen

### Andra omgången

#### Match 1
| 5 november 2019 Palamondo, Cadempino Speltid 1h:18 - Åskådare 1 000                | Volley Lugano    | 3 - 0 | LP Vampula Huittinen | 25-16, 25-22, 25-23 |
| 6 november 2019 Kaposvár Aréna, Kaposvár Speltid 1h:16 - Åskådare 593              | Kaposvári Női RC | 0 - 3 | Türk Hava Yolları SK | 19-25, 23-25, 16-25 |
| 6 november 2019 Športna dvorana OŠ Šempeter, Šempeter Speltid 1h:17 - Åskådare 320 | OK SIP Šempeter  | 3 - 0 | VTC Pezinok Bilíková | 25-18, 25-15, 29-27 |
| 6 november 2019 Melina Merkourī Hall, Rentis Speltid 1h:00 - Åskådare 210          | AOF Porfyras     | 0 - 3 | Olympiakos SFP       | 11-25, 17-25, 11-25 |

#### Match 2
| 20 november 2019 Tahto Areena, Huittinen Speltid 2h:11 - Åskådare 921               | LP Vampula Huittinen | 3 - 1 | Volley Lugano    | 25-19, 22-25, 25-23, 25-17 Golden set: 16-18 |
| 19 november 2019 Burhan Felek Spor Salonu, Istanbul Speltid 1h:25 - Åskådare 700    | Türk Hava Yolları SK | 3 - 1 | Kaposvári Női RC | 23-25, 25-9, 25-9, 25-21                     |
| 20 november 2019 Športová hala SOU Komenského, Pezinok Speltid 1h:23 - Åskådare 400 | VTC Pezinok Bilíková | 0 - 3 | OK SIP Šempeter  | 22-25, 21-25, 25-27                          |
| 20 november 2019 Melina Merkourī Hall, Rentis Speltid 1h:18 - Åskådare 300          | Olympiakos SFP       | 3 - 0 | AOF Porfyras     | 25-13, 25-18, 25-22                          |

#### Kvalificerade lag
| - Olympiakos SFP - OK SIP Šempeter - Volley Lugano - Türk Hava Yolları SK |

### Sextondelsfinaler

#### Match 1
| 4 december 2019 Športová hala Mladosť, Bratislava Speltid 1h:19 - Åskådare 250      | VK Slávia EU Bratislava | 3 - 0 | Beylikdüzü VİK        | 25-20, 25-23, 25-21                          |
| 5 december 2019 Športna dvorana OŠ Šempeter, Šempeter Speltid 1h:36 - Åskådare 450  | OK SIP Šempeter         | 1 - 3 | ASKÖ Linz-Steg        | 21-25, 22-25, 25-18, 16-25                   |
| 3 december 2019 Burhan Felek Spor Salonu, Istanbul Speltid 1h:11 - Åskådare 400     | Türk Hava Yolları SK    | 3 - 0 | CV JAV Olímpico       | 25-22, 25-21, 25-15                          |
| 4 december 2019 Sala I.K. Ghermănescu, Lugoj Speltid 1h:29 - Åskådare 700           | CSM Lugoj               | 3 - 0 | VK Dukla Liberec      | 28-26, 25-20, 25-13                          |
| 4 december 2019 C. D. das Laranjeiras, Ponta Delgada Speltid 1h:07 - Åskådare 350   | Clube Kairós            | 0 - 3 | CS Știința Bacău      | 22-25, 14-25, 14-25                          |
| 4 december 2019 Margon Arena, Dresden Speltid 1h:10 - Åskådare 2 376                | Dresdner SC             | 3 - 0 | SK Prometej           | 26-24, 25-22, 25-13                          |
| 26 november 2019 Kleisto Gymnastīrio DAPPOS, Santorini Speltid 0h:54 - Åskådare 500 | KV Drita                | 0 - 3 | AO Thīras             | 9-25, 7-25, 17-25                            |
| 3 december 2019 Holte-Hallen, Rudersdal Speltid 1h:07 - Åskådare 300                | Holte IF                | 0 - 3 | VC Kanti              | 17-25, 18-25, 15-25                          |
| 3 december 2019 Kungsgårdshallen, Ängelholm Speltid 1h:06 - Åskådare 300            | Engelholms VS           | 0 - 3 | PTSV Aachen           | 15-25, 20-25, 15-25                          |
| 4 december 2019 MZH Löhrenacker, Aesch Speltid 1h:45 - Åskådare 200                 | Sm'Aesch Pfeffingen     | 3 - 1 | VK Levski Sofia       | 25-21, 25-21, 26-28, 25-15                   |
| 3 december 2019 Palamondo, Cadempino Speltid 1h:12 - Åskådare 1 000                 | Volley Lugano           | 0 - 3 | Kuusamon Pallo-Karhut | 16-25, 15-25, 19-25                          |
| 4 december 2019 Hall Omnisport New, Walferdange Speltid 0h:59 - Åskådare 700        | RSR Walfer              | 0 - 3 | Béziers Volley        | 17-25, 9-25, 10-25                           |
| 4 december 2019 Sporta nams Daugava, Riga Speltid 1h:30 - Åskådare 350              | Rīgas Volejbola skola   | 1 - 3 | Békéscsabai RSE       | 25-21, 9-25, 15-25, 22-25                    |
| 18 december 2019 Kladenská sportovní hala, Kladno Speltid 2h:04 - Åskådare 250      | PVK Olymp Praha         | 3 - 1 | OK Kamnik             | 20-25, 25-16, 25-20, 25-20 Golden set: 11-15 |
| 4 december 2019 Melina Merkourī Hall, Rentis Speltid 1h:03 - Åskådare 500           | Olympiakos SFP          | 3 - 0 | Hapoel Kfar Saba      | 25-20, 25-15, 25-14                          |
| 4 december 2019 UTE Csarnok, Budapest Speltid 1h:38 - Åskådare 500                  | Újpest TE               | 1 - 3 | ZHVK Jenisej          | 18-25, 22-25, 25-22, 23-25                   |

#### Match 2
| 18 december 2019 Burhan Felek Spor Salonu, Istanbul Speltid 1h:27 - Åskådare 50       | Beylikdüzü VİK        | 3 - 0 | VK Slávia EU Bratislava | 25-21, 25-20, 25-23 Golden set: 15-8 |
| 18 december 2019 Georg von Peuerbach Gymnasium, Linz Speltid 1h:08 - Åskådare 300     | ASKÖ Linz-Steg        | 3 - 0 | OK SIP Šempeter         | 25-10, 25-21, 25-15                  |
| 4 december 2019 Centro Insular de Deportes, Las Palmas Speltid 1h:06 - Åskådare 500   | CV JAV Olímpico       | 0 - 3 | Türk Hava Yolları SK    | 22-25, 19-25, 15-25                  |
| 17 december 2019 Sportovní hala Dukla Liberec, Liberec Speltid 2h:07 - Åskådare 248   | VK Dukla Liberec      | 3 - 2 | CSM Lugoj               | 26-28, 25-19, 25-22, 17-25, 15-12    |
| 18 december 2019 Sala Sporturilor, Bacău Speltid 1h:33 - Åskådare 500                 | CS Știința Bacău      | 3 - 1 | Clube Kairós            | 27-25, 25-15, 15-25, 25-16           |
| 18 december 2019 Dvorec sporta Prometej, Kamjanske Speltid 1h:04 - Åskådare 1 000     | SK Prometej           | 0 - 3 | Dresdner SC             | 19-25, 10-25, 23-25                  |
| 27 november 2019 Kleisto Gymnastīrio DAPPOS, Santorini Speltid 1h:06 - Åskådare 300   | AO Thīras             | 3 - 0 | KV Drita                | 25-22, 25-16, 25-21                  |
| 18 december 2019 BBC Arena, Sciaffusa Speltid 1h:11 - Åskådare 512                    | VC Kanti              | 3 - 0 | Holte IF                | 25-21, 25-13, 25-14                  |
| 18 december 2019 Sporthalle Neuköllner Straße, Aachen Speltid 1h:07 - Åskådare 714    | PTSV Aachen           | 3 - 0 | Engelholms VS           | 25-17, 25-15, 25-17                  |
| 19 december 2019 Hristo Botev Hall, Sofia Speltid 1h:09 - Åskådare 200                | VK Levski Sofia       | 0 - 3 | Sm'Aesch Pfeffingen     | 19-25, 21-25, 23-25                  |
| 18 december 2019 Kuusamon Liikuntahalli, Kuusamo Speltid 1h:10 - Åskådare 487         | Kuusamon Pallo-Karhut | 3 - 0 | Volley Lugano           | 25-22, 25-23, 25-18                  |
| 18 december 2019 Halle du Four a Chaux, Béziers Speltid 1h:01 - Åskådare 655          | Béziers Volley        | 3 - 0 | RSR Walfer              | 25-14, 25-14, 25-15                  |
| 18 december 2019 Városi Sportcsarnok, Békéscsaba Speltid 1h:01 - Åskådare 600         | Békéscsabai RSE       | 3 - 0 | Rīgas Volejbola skola   | 25-16, 25-13, 25-8                   |
| 4 december 2019 Športna dvorana, Kamnik Speltid 1h:48 - Åskådare 100                  | OK Kamnik             | 3 - 1 | PVK Olymp Praha         | 18-25, 25-23, 30-28, 25-18           |
| 19 december 2019 Green Hall, Kfar Saba Speltid 1h:55 - Åskådare 400                   | Hapoel Kfar Saba      | 2 - 3 | Olympiakos SFP          | 12-25, 18-25, 25-15, 25-21, 12-15    |
| 18 december 2019 Ivan Jarygin Sports Palace, Krasnojarsk Speltid 1h:46 - Åskådare 650 | ZHVK Jenisej          | 3 - 2 | Újpest TE               | 25-27, 16-25, 25-14, 25-21, 15-5     |

#### Kvalificerade lag
| - ASKÖ Linz-Steg - Kuusamon Pallo-Karhut - Béziers Volley - Dresdner SC - PTSV Aachen - Olympiakos SFP - AO Thīras - CSM Lugoj | - CS Știința Bacău - ZHVK Jenisej - OK Kamnik - VC Kanti - Sm'Aesch Pfeffingen - Beylikdüzü VİK - Türk Hava Yolları SK - Békéscsabai RSE |

### Åttondelsfinaler

#### Match 1
|                                                                                        | Beylikdüzü VİK | -     | ASKÖ Linz-Steg        | [ 6 ] [ 7 ]                       |
| 22 januari 2020 Sala I.K. Ghermănescu, Lugoj Speltid 1h:14 - Åskådare 980              | CSM Lugoj      | 0 - 3 | Türk Hava Yolları SK  | 20-25, 19-25, 18-25               |
| 22 januari 2020 Margon Arena, Dresden Speltid 1h:09 - Åskådare 2 400                   | Dresdner SC    | 3 - 0 | CS Știința Bacău      | 25-18, 25-11, 25-19               |
| 22 januari 2020 BBC Arena, Sciaffusa Speltid 2h:00 - Åskådare 645                      | VC Kanti       | 3 - 2 | AO Thīras             | 25-15, 17-25, 25-23, 19-25, 16-14 |
| 22 januari 2020 Sporthalle Neuköllner Straße, Aachen Speltid 1h:39 - Åskådare 621      | PTSV Aachen    | 3 - 1 | Sm'Aesch Pfeffingen   | 23-25, 25-18, 25-23, 25-21        |
| 22 januari 2020 Halle du Four a Chaux, Béziers Speltid 1h:16 - Åskådare 451            | Béziers Volley | 3 - 0 | Kuusamon Pallo-Karhut | 28-26, 25-14, 25-17               |
| 23 januari 2020 Športna dvorana, Kamnik Speltid 1h:13 - Åskådare 100                   | OK Kamnik      | 0 - 3 | Békéscsabai RSE       | 14-25, 19-25, 23-25               |
| 21 januari 2020 Dom Sporta Imeni M. Dvorkina, Krasnojarsk Speltid 1h:30 - Åskådare 750 | ZHVK Jenisej   | 1 - 3 | Olympiakos SFP        | 25-21, 20-25, 19-25, 18-25        |

#### Match 2
|                                                                                    | ASKÖ Linz-Steg        | -     | Beylikdüzü VİK | [ 6 ]                             |
| 4 februari 2020 Burhan Felek Spor Salonu, Istanbul Speltid 0h:58 - Åskådare 250    | Türk Hava Yolları SK  | 3 - 0 | CSM Lugoj      | 25-15, 25-12, 25-17               |
| 5 februari 2020 Sala Sporturilor, Bacău Speltid 1h:32 - Åskådare 350               | CS Știința Bacău      | 1 - 3 | Dresdner SC    | 21-25, 19-25, 27-25, 14-25        |
| 4 februari 2020 Kleisto Gymnastīrio DAPPOS, Santorini Speltid 1h:48 - Åskådare 500 | AO Thīras             | 3 - 1 | VC Kanti       | 27-25, 25-17, 21-25, 25-17        |
| 5 februari 2020 MZH Löhrenacker, Aesch Speltid 1h:40 - Åskådare 1 011              | Sm'Aesch Pfeffingen   | 1 - 3 | PTSV Aachen    | 27-25, 22-25, 22-25, 21-25        |
| 5 februari 2020 Kuusamon Liikuntahalli, Kuusamo Speltid 1h:58 - Åskådare 447       | Kuusamon Pallo-Karhut | 2 - 3 | Béziers Volley | 19-25, 25-27, 25-20, 26-24, 11-15 |
| 6 februari 2020 Városi Sportcsarnok, Békéscsaba Speltid 1h:56 - Åskådare 600       | Békéscsabai RSE       | 3 - 2 | OK Kamnik      | 22-25, 25-16, 25-21, 23-25, 15-12 |
| 5 februari 2020 Melina Merkourī Hall, Rentis Speltid 1h:32 - Åskådare 300          | Olympiakos SFP        | 3 - 1 | ZHVK Jenisej   | 25-21, 25-17, 23-25, 26-24        |

#### Kvalificerade lag
- ASKÖ Linz-Steg
- Béziers Volley
- Dresdner SC
- PTSV Aachen
- Olympiakos SFP
- AO Thīras
- Türk Hava Yolları SK
- Békéscsabai RSE

### Kvartsfinaler

#### Match 1
| 20 februari 2020 Georg von Peuerbach Gymnasium, Linz Speltid 1h:05 - Åskådare 250   | ASKÖ Linz-Steg  | 0 - 3 | Türk Hava Yolları SK | 14-25, 17-25, 15-25        |
| 19 februari 2020 Kleisto Gymnastīrio DAPPOS, Santorini Speltid 1h:41 - Åskådare 800 | AO Thīras       | 3 - 1 | Dresdner SC          | 19-25, 26-24, 25-15, 25-17 |
| 19 februari 2020 Sporthalle Neuköllner Straße, Aachen Speltid 1h:07 - Åskådare 619  | PTSV Aachen     | 0 - 3 | Béziers Volley       | 20-25, 21-25, 18-25        |
| 18 februari 2020 Városi Sportcsarnok, Békéscsaba Speltid 1h:59 - Åskådare 800       | Békéscsabai RSE | 1 - 3 | Olympiakos SFP       | 26-24, 23-25, 19-25, 23-25 |

#### Match 2
| 4 mars 2020 Burhan Felek Spor Salonu, Istanbul Speltid 1h:01 - Åskådare 250 | Türk Hava Yolları SK | 3 - 0 | ASKÖ Linz-Steg  | 25-13, 25-15, 25-16                          |
| 4 mars 2020 Margon Arena, Dresden Speltid 1h:36 - Åskådare 2 617            | Dresdner SC          | 3 - 1 | AO Thīras       | 25-19, 19-25, 25-21, 25-12 Golden set: 15-13 |
| 4 mars 2020 Halle du Four a Chaux, Béziers Speltid 1h:14 - Åskådare 734     | Béziers Volley       | 3 - 0 | PTSV Aachen     | 25-15, 25-22, 25-18                          |
| 3 mars 2020 Melina Merkourī Hall, Rentis Speltid 1h:48 - Åskådare 300       | Olympiakos SFP       | 2 - 3 | Békéscsabai RSE | 25-17, 25-17, 20-25, 21-25, 9-15             |

#### Kvalificerade lag
- Béziers Volley
- Dresdner SC
- Olympiakos SFP
- Türk Hava Yolları SK

### Semifinaler

#### Match 1
| Speltid 0h:00 - Åskådare 0 | Türk Hava Yolları SK | - | Dresdner SC    | Ej genomförd |
| Speltid 0h:00 - Åskådare 0 | Olympiakos SFP       | - | Béziers Volley | Ej genomförd |

#### Match 2
| Speltid 0h:00 - Åskådare 0 | Dresdner SC    | - | Türk Hava Yolları SK | Ej genomförd |
| Speltid 0h:00 - Åskådare 0 | Béziers Volley | - | Olympiakos SFP       | Ej genomförd |

### Final

#### Match 1
| Speltid 0h:00 - Åskådare 0 |  | - |  | Ej genomförd |

#### Match 2
| Speltid 0h:00 - Åskådare 0 |  | - |  | Ej genomförd |

#### Mästare
- Titeln ej utdelad